# ATC kod L04
ATC kod L04 Imunosupresanti su terapeutska podgrupa sistema za anatomsko terapeutsko hemijsku klasifikaciju. Ovaj sistem alfanumeričkih kodova je razvio  za klasifikaciju lekova i drugih medicinskih proizvoda.  Podgrupa L04 je deo anatomske grupe L Antineoplastici i imunomodulirajući agensi.

Kodovi za veterinarsku upotrebu (ATCvet kodovi) se mogu formirati stavljanjem slova Q ispred humanih ATC kodova: QL04... 
Nacionalna izdanja ATC klasifikacije mogu da obuhvataju dodatne kodove koji nisu prisutni na ovoj listi.

## L04A Imunosupresanti
L04AA02 Muromonab-CD3
L04AA03 Antilimfocitni imunoglobulin (konj)
L04AA04 Antitimocitni imunoglobulin (zec)
L04AA06 Mikofenolna kiselina
L04AA10 Sirolimus
L04AA13 Leflunomid
L04AA15 Alefacept
L04AA18 Everolimus
L04AA19 Gusperimus
L04AA21 Efalizumab
L04AA22 Abetimus
L04AA23 Natalizumab
L04AA24 Abatacept
L04AA25 Ekulizumab
L04AA26 Belimumab
L04AA27 Fingolimod
L04AA28 Belatacept

### L04ABFaktor nekroze tumora-alfa(TNF-α) inhibitori
L04AB01 Etanercept
L04AB02 Infliksimab
L04AB03 Afelimomab
L04AB04 Adalimumab
L04AB05 Certolizumab pegol
L04AB06 Golimumab

### L04ACInterleukinskiinhibitori
L04AC01 Daklizumab
L04AC02 Basiliksimab
L04AC03 Anakinra
L04AC04 Rilonacept
L04AC05 Ustekinumab
L04AC06 Mepolizumab
L04AC07 Tocilizumab
L04AC08 Kanakinumab
L04AC09 Briakinumab
L04AC10 Sekukinumab

### L04ADKalcineurinskiinhibitori
L04AD01 Ciklosporin
L04AD02 Takrolimus
L04AD03 Voklosporin

### L04AX Drugi imunosupresanti
L04AX01 Azathioprin
L04AX02 Talidomid
L04AX03 Metotrexat
L04AX04 Lenalidomid
L04AX05 Pirfenidon